# Одюков, Иван Ильич
Иван Ильич Одюков (27 сентября 1923, Адылъял — 16 апреля 1995) — советский и российский учёный-филолог, кандидат филологических наук (1966), профессор (1987); литературовед и фольклорист.

## Биография
Родился 27 сентября 1923 года в деревне Адылъял Чебоксарского уезда, ныне Чебоксарского района Республики Чувашия.
После окончания Ишлейской средней школы в 1941 году стал студентом исторического факультета Чувашского педагогического института. В 1941 году институт был эвакуирован в город Мариинский Посад, откуда в июне 1942 года Одюков был призван в ряды РККА. Стал участником Великой Отечественной войны. Окончил Новгород-Волынское военно-пехотное училище в Ярославле. Окончил войну в Польше рядовым 384-го стрелкового полка Внутренних войск 62-й дивизии НКВД. Имел четыре ранения, инвалид войны.
Вернувшись домой, продолжил обучение в Чувашском государственном педагогическом институте, который окончил в 1950 году; там же окончил аспирантуру в 1956 году.
По окончании вуза работал преподавателем в Канашском учительском институте (1950—1953). Затем продолжил педагогическую деятельность в Чувашском государственном педагогическом институте (1957—1967) и в Чувашском государственном университете им. И. Н. Ульянова (1967—1987): доцент, заведующий кафедрой чувашской литературы.
Иван Ильич Одюков — автор около 100 научных работ по чувашскому фольклору, в том числе ряда монографий и учебных пособий. Является одним из составителей 6-томного издания «Чăваш халăх сăмахлăхĕ» («Чувашское устное народное творчество»).
Умер 16 апреля 1995 года в Чебоксарах.
В 2011 году в деревне Адылъял И. И. Одюкову была установлена памятная доска, инициатором открытия которой стал поэт-односельчанин Фадеев Л. Ф.
В «Государственном архиве печати Чувашской Республики» хранится более 30 научных трудов И. И. Одюкова.

## Заслуги
- Награждён орденом Отечественной войны 2-й степени и медалями, в числе которых медаль «За отвагу»[1].
- Заслуженный учитель школы Чувашской АССР (1973).
- Лауреат Государственной премии Чувашской АССР им. К. В. Иванова (1988).
- Награждён значком «Отличник народного просвещения», а также Почетной грамотой обкома КПСС и Совета Министров Чувашской АССР (за успехи, достигнутые в исследовании, педагогической деятельности)[3].